# Antoine Agoudjian
Antoine Agoudjian est un photographe français d'origine arménienne, né le 6 février 1961 à Saint-Maur-des-Fossés.

## Biographie
Antoine Agoudjian est né en 1961 de parents français d’origine arménienne. Il est le petit-fils de rescapés du génocide des Arméniens de 1915. Il grandit à Alfortville, « petit village gaulois à l’arménienne » où les descendants des enfants du génocide sont toujours très présents et actifs.
C’est au cours d‘un séjour aux États-Unis en 1986 qu’il découvre la photographie, en travaillant dans un laboratoire photographique.
En 1988, à la suite du tremblement de terre en Arménie du 7 décembre 1988, il part pour deux années avec une ONG comme logisticien et interprète. Il prend ses premières images quand son travail d’aide humanitaire le lui permet. De retour en France, il publie son premier livre par les Éditions Parenthèses : Le Feu sous la Glace, préfacé par l’écrivain Alberto Moravia.
En 1991, il commence à photographier la misère et contacte les Restos du Cœur afin de compléter son travail. Il travaille parallèlement dans le laboratoire photographique professionnel Pictorial Service à Paris, où il devient un expert en développement des films et en tirage argentique noir & blanc. Il rencontre Robert Doisneau, qui l’aide à mettre en forme un nouveau livre édité par les éditions Calmann-Lévy : Portraits des Restos du cœur, préfacé par l’écrivain Frédéric Dard. Il entre à l’Agence Rapho sous l’impulsion de Robert Doisneau. 
En 1996, les éditions Parenthèses lui commandent un regard sur Istanbul, ce qui aboutit à la publication d’un ouvrage : Istanbul peut-être, préfacé par l’écrivain Michéa Jacobi. Actes Sud publie en 1998 ses dix années de reportage sur le Caucase : Rêves Fragiles, préfacé par l'écrivain Gérard Guégan.
Antoine Agoudjian s'immerge complètement dans son projet sur la mémoire à partir de 1999 en débutant par la vieille ville de Jérusalem, puis poursuit par le Liban, la Syrie, la Turquie, l’Irak, l’Iran, la Géorgie, le Haut-Karabagh et l’Arménie. 
Robert Delpire publie ses images dans sa collection Photo Poche en 2006, Les yeux brûlants, préfacé par le réalisateur canadien Atom Egoyan. 
En juin 2006, il est invité par la mairie de Valentigney à exposer trente cinq images de son travail Empreintes sous un chapiteau, à l’occasion de l’Année de l'Arménie. Mais à la suite des pressions de la communauté turque « choquée par deux légendes mentionnant le mot “génocide” », l’exposition est décrochée. Elle sera finalement présentée dans la MJC de la commune.
En 2011, il est le premier photographe depuis le génocide de 1915 à avoir exposé dans une importante galerie sur ce thème de la mémoire arménienne à Istanbul. Exposition très médiatisée, organisée et soutenue par le mécène Osman Kavala, qui sera arbitrairement incarcéré en 2017. Flammarion publie en 2015 à son département des beaux livres l'ouvrage Le Cri du Silence, préfacé par le comédien et dramaturge Simon Abkarian. Il expose pour le centenaire du génocide à Diyarbakir en Turquie, invité par la municipalité administrée par les maires kurdes, Gultan Kisanak et Firat Anli, tous deux incarcérés en 2015. 
En 2017, à Mossoul, il accompagne pendant un mois des soldats irakiens en première ligne face aux combattants de Daech. Son reportage, publié par Le Figaro Magazine est récompensé par le prix du public des correspondants de guerre au festival de Bayeux. En 2019, il est à Baghouz, « un village où se sont repliés les derniers djihadistes du califat de Daech, qui semble vivre ses dernières heures ».  
Antoine Agoudjian est le lauréat du 11e Visa d’Or humanitaire du CICR en 2021 Son reportage, publié par Le Figaro Magazine sur les conséquences humanitaires du conflit du Haut-Karabakh. Ses reportages sont distribués par la presse magazine nationale et internationale. Il poursuit au travers de ses reportages son immersion en évoquant par l'image son héritage mémoriel.[réf. nécessaire]

## Expositions
Liste non exhaustive
- 2006 : Empreintes, Maison de la photographie Robert-Doisneau, Gentilly[13].
- 2011 : Les Yeux brûlants, Galerie Jany Jansem, Paris[14].
- 2015 : Le Cri du silence. Traces d’une mémoire arménienne, Diyarbakir, Turquie[15].
- 2015 : Le Cri du silence. Traces d’une mémoire arménienne, galerie Le bleu du ciel, Lyon[16].
- 2018 : Antoine Agoudjian, Mémoire, Nikon Plaza, Paris[17]
- 2019 : Antoine Agoudjian, Espace culturel « Le 148 », Alfortville[18]
- 2021 : Le cri du silence, place de la Bastille, Paris[19],[20]
- 2021 : Arméniens, un peuple en danger, Visa pour l’image, Perpignan[21]
- 2021 : Résiliences, Espace culturel « Le 148 », Alfortville[22]
- 2021 : Ville en guerre, exposition collective par les lauréats du Visa d’or humanitaire du CICR, Galerie Fait & Cause, Paris[23]
- 2022 : Urban Warfare, exposition collective avec Abdulmonam Eassa et Alfredo Bosco, Bruxelles[24]
- 2022 : Le Cri du silence, Festival Yeraz, Théâtre de Gascogne, Mont-de-Marsan, du 21 mars au 24 avril[25]                                                                   2022 : Le Cri du silence, Galerie 15. Rue de Seine, Pars.
- 2022 : Le Cri du silence, CENTRE D’ART NPAK - exposition muséale Arménie

## Publications
- Antoine Agoudjian (préf. Alberto Moravia), Le Feu sous la glace : Arménie 1989-1990 photographies, Parenthèses Éditions, coll. « Photographies », 1990, 123 p. (ISBN 978-2-86364-067-8)
- Antoine Agoudjian (préf. Frédéric Dard), Portraits des Restos du cœur, Paris, Calmann-Lévy, coll. « Portrait de la France », 1992 (ISBN 978-2-7021-2154-2, lire en ligne)
- Antoine Agoudjian (préf. Michéa Jacobi), Istanbul peut-être, Marseille, Éditions Parenthèses, coll. « Photographies », 1996, 65 p. (ISBN 978-2-86364-096-8, BNF 37090389)
- Antoine Agoudjian, Gérard Guégan (préf. Christian Caujolle, postface Charles Aznavour), Rêves fragiles, Arles, Actes Sud, coll. « Photographie », 1999, 80 p. (ISBN 978-2-7427-2211-2)
- Antoine Agoudjian (préf. Atom Egoyan), Les yeux brûlants : Mémoire des Arméniens, Arles, Actes Sud, coll. « Photo poche société », 2006, 130 p. (ISBN 978-2-7427-6133-3)
- Antoine Agoudjian (préf. Simon Abkarian), Le cri du silence : Traces d'une mémoire arménienne, Paris, Flammarion, coll. « Photographies », 2015, 159 p. (ISBN 978-2-08-130330-0, BNF 44296091)

## Prix et récompenses
- 2017 : Prix du public Bayeux Calvados-Normandie des correspondants de guerre pour « La conquête de Mossoul ouest », publié dans Le Figaro Magazine [10].
- 2021 : 11e Visa d’Or humanitaire du CICR pour un reportage photo sur les conséquences humanitaires du conflit du Haut-Karabakh[26],[27]

## Collections publiques
- Bibliothèque nationale de France
- Maison européenne de la photographie
- Bibliothèque municipale de Lyon[28]
- Collections de la Mairie de Lyon[28]